# Ana María Planchuelo
Ana María Rosa Planchuelo (n. 1945) es una ingeniera agrónoma y botánica argentina, especialista en la familia botánica de las fabáceas. Ha descubierto e identificado al menos 10 nuevas especies vegetales. Es investigadora de la Universidad Nacional de Córdoba y el CONICET.

## Biografía
Planchuelo se graduó como Ingeniera Agrónoma de la Facultad de Agronomía (UBA) en 1969. Luego se mudó a Estados Unidos para realizar un doctorado en la Universidad de Misuri, título que obtuvo en agosto de 1978.
En 1986 ingresa a la carrera de investigador científico de CONICET, llegando hasta la categoría de Investigador Independiente. Desempeña sus funciones  en el Centro de Relevamiento y Evaluación de Recursos Agrícolas y Naturales (CREAN), que depende  de la Facultad de Ciencias Agropecuarias de la Universidad Nacional de Córdoba y del CONICET. Desde allí participó en el desarrollo de planes de investigación, publicaciones y formación de recursos humanos. Entre 2000 y 2009 se desempeñó como subdirectora del CREAN.
Entre 1992 y 2009 fue profesora titular de la Facultad de Ciencias Agropecuarias, Universidad Nacional de Córdoba. Fue directora del Herbario de la facultad entre 1996 y 2009.

## Nuevas especies identificadas
- 1983. Bromus flexuosus Planchuelo
- 1989. Lupinus magnistipulatus Planchuelo & Dunn
- 1989. Lupinus setifolius Planchuelo & Dunn
- 1996. Lupinus rubriflorus Planchuelo
- 1998. Bromus catharticus var. rupestris (Spegazzini) Planchuelo & Peterson
- 1999. Crotalaria martiana subsp. mohlenbrockii (Windler & S. G. Skinner) Planchuelo
- 2001. Lupinus gibertianus var. reineckianus (C. P. Smith) Planchuelo & E. Fuentes
- 2001. Lupinus gibertianus var. berroanus (C. P. Smith) Planchuelo & E. Fuentes
- 2005. Ochrobactrum lupini sp. nov. Protobacteria. Strain LUP21 = LMG 22726T = NBRC 102587, accession number DSM 16930 has been provided on request for validation.
- 2006. Bromus catharticus var. elata (E. Desv.) Planchuelo

## Membresías
- Miembro del Medicinal Plant Specialist Group of the IUNC (The World Conservation Union), SSC (Special Survival Commission).
- Miembro referente de la Revista de Ciencias Forestales Quebracho. Publicación periódica de la Facultad de Ciencias Forestales de la Universidad de Santiago del Estero, desde 1997.
- Miembro referente de la Revista de la Facultad de Agronomía de la UBA, desde 1998.
- Miembro referente de la Revista AgriScientia. Publicación periódica de la Facultad de Ciencias Agropecuarias, Universidad Nacional de Córdoba, desde 1999.
- Miembro del Comité Editor, Revista Argentina de Agrometeorología (RADA), desde 2000.
- Referee de trabajos de la revista Canadian Journal of Botany. 2002 al presente.
- Evaluadora externa de proyectos de investigación presentados a UBACYT. 2003
- Evaluadora de proyectos de investigación presentados a Agencia Nacional de Investigaciones Científicas y Técnicas, programas de FONCyT: PICT y PID, desde 2000.
- Referee de trabajos de la revista científica NOVON del Missouri Botanical Garden, EUA. 2003
- Evaluadora de proyectos y presentaciones a Carrera del Investigador Científico y Tecnológico. CONICET, desde 2003.
- Referee de trabajos de la revista científica sida, Contribuciones to Botany. EUA. 2006

## Becas y menciones honoríficas
- "Curator Grant in Aid", Univ. Missouri Columbia, 1985 1978.
- "Palmer Herbarium Fellowship", Univ. Missou¬ri-Columbia, junio de 1978.
- "Board of Curator Post Doctoral Fellowship", Univer. Missouri., enero-diciembre de 1985.
- "Premio Profesor Titular, Univer. Nac. Córdoba". 1992.
- "Invited Professor", Institut für Pharmazeutische Biologie, Heidelberg Univ.Alemania. Abr.-May. 1992.
- "Premio Profesor Titular, Univer.Nac. Córdoba", 1994.
- "Invited Researcher", Smithonian Inst., Washington D. C. Estados Unidos, Ag. 1996.

## Publicaciones científicas
- Planchuelo, A. M., 2000. Endangered species of wild lupins in South America. In E. van Santen, M. Wink, S. Weissmann, P. Röemer Lupin, an Old Crop for the New Millenium: 320-323. ISBN 0-86476-123-6.
- Merino, E. F., A. M. Planchuelo & M. Wink, 2000. Phylogenetic analysis of Lupinus. In E. van Santen, M. Wink, S. Weissmann, P. Röemer Lupin, an Old Crop for the New Millenium:287-299.ISBN 0-86476-123-6.
- Fuentes, E. & A. M. Planchuelo, 2000. Wild lupins as pioneers of riverside sand banks. In E. van Santen, M. Wink, S.Weissmann,P. Röemer Lupin, an Old Crop for the New Millenium:316-319.ISBN 86476-123-6.
- Merino, E. F., E. Fuentes & A. M. Planchuelo, 2000. Phytochemical characterization of lupin species of South America. In E. van Santen M. Wink, S. Weissmann,P. Röemer. Lupin, an Old Crop for the New Millenium: 291-293. ISBN 0-86476-123-6.
- Perissé, P., A. M. Planchuelo. M. T. Aiazzi. 2000. Germination water requirements for Lupinus albus and L. angustifolius. In, van Santen, E., M. Wink, S. Weissmann,P. Röemer Lupin, an Ancient Crop for the New Millenium: 352-354. ISBN 0-86476-123-6.
- Perissé, P., L. Torres & A. M. Planchuelo. 2000. Chromosome studies in some members of Lupinus (Fabaceae:Lupininae) of South America.Cytologia 65: 149-152. Japan. ISSN 011 4545.
- Planchuelo, A. M. & P. M. Peterson. 2000. The Species of Bromus (Poaceae: Bromeae) in South America. En, Surrey W.L. Jacobs and J. Everett. Grasses Systematics & Evolution: 89-101,
- Planchuelo, A. M. & E. Fuentes. 2001. Taxonomic evaluation and new combinations in Lupinus gibertianus-L. linearis complex (Fabaceae). NOVON 11:442-450. ISSN 1055-3177.
- Carreras, M. E., A. L. Pascualides y A. M. Planchuelo, 2001 Comportamiento germinativo de las semillas de Crotalaria incana L. (Legumninosae) en relación a la permeabilidad de la cubierta seminal. AgriScientia 18: 45-50. ISSN 0327-6244
- Perissé, P., M. T. Aiazzi & A. M. Planchuelo, 2002. Water uptake and germination of Lupinus albus L. and Lupinus angustifolius under water stress”. Seed S. Tech. 30 (2):289-298.
- Faye, P. y A. M. Planchuelo, 2002. Tipificación de cargas de polen, por su origen floral y relevamiento de la flora apícola del sureste de la provincia de Córdoba, Argentina. AgriScientia 19:19-30. ISSN 0327-6244
- Martínez, G., F. Ávarez, M. Ojeda y A. M. Planchuelo. 2002. Diagnóstico etnobotánico y resignificación del conocimiento de los recursos medicinales nativos en escuelas rurales Mem. V. J. N.Ens. Biol. 367-372.
- Ravelo, A.C. y A.M. Planchuelo, 2003. Evaluación de los rendimientos de maíz en la pradera pampeana argentina mediante información satelital. Rev. Argentina Agromet.2(2): 213-218.. ISSN 1666-017X
- Ravelo, A.C. & A.M. Planchuelo, 2003. Aptitud agroecológica de la pradera pampeana argentina para el cultivo del lupino blanco (Lupinus albus L.). AgriScientia 20: 35-44. ISSN 0327-6244
- Ravelo, G. Murphy, J. A. Santa y A. M. Planchuelo. 2003. Monitoreo de Cultivos y Pronóstico de Rendimientos: Argentina. En Ravelo, A., A. Planchuelo, O. Rojas, T. Nègre & M. Cherlet, Proc. T. Monitoreo Cultivos y Pronóstico de Rendimientos: 19-34. JRC-FAO-CREAN, ISBN 92-894-6522. Italia.
- Planchuelo, A. M., M. E. Carreras y E. Fuentes. 2003. Las plantas nativas como recursos ornamentales: Conceptos y generalidades. En L. Mascarini, F. Vilella y E. Wright. Floricultura en la Argentina: 303-313.Fac. Agron. UBA. ISBN 950-29-0746-9
- Planchuelo, A. M., E. Fuentes, V. Barrionuevo y M. L. Molinelli. 2003. Reconocimiento y multiplicación de helechos nativos de las sierras de Córdoba. En L. Mascarini, F. Vilella y E. Wright. Floricultura en la Argentina: 325-328. Ed. Fac. Agronomía 496 pp. ISBN 950-29-0746-9
- Pavlick, L. E., A. M. Planchuelo, P.M. Peterson, and R.J. Soreng, 2003. Bromus: 154-191. En: R.J. Soreng, P.M. Peterson, G. Davidse, E.J. Judziewicz, F.O. Zuloaga,, T.S. Filgueiras, and O. Morrone. Catalogue of New World Grasses (Poaceae): IV. Subfamily Pooideae Smithsonian Institution, 48, 730 pp.
- Perissé, P. & A M. Planchuelo, 2004. Seed coat morphology of Lupinus albus L. and L. angustifolius L. related to water uptake. Seed S.Tech. 32(1): 69-77. Dinamarca. ISSN 0251-0952
- Ravelo, A. C., A. M. R. Planchuelo & M. Cherlet. 2004. Monitoring land cover and drought occurrence along an ecological gradient in Argentina. In Veroustraete, F., E. Bartholomé & W.W. Verstraeten. Proceeding Second International VEGETATION Users Conference: 255-259. EUR 21552 EN.
- Trujillo, M. E.A. Willems, A. Abril, A.M. Planchuelo, R. Rivas, D. Ludueña, P.F. Martínez-Molina, E. Velázquez. 2005. Nodulation of Lupinus albus by strains of Ochorobactrum lupini sp. nov. Applied and Environmental Microbiology 71 (3): 1-10.
- Martínez, G. J., A. M. Planchuelo, E. Fuentes & M. Ojeda. 2006. A numeric index to establish conservation priorities for medicinal plants in the Paravachasca Valley, Córdoba, Argentina. Biodiversity and Conservation 15(8): 2457-2475. ISSN 1572-9710.
- Planchuelo, A. M. & P. Perissé. 2006. New finding in seed coat morphology in relation with Lupinus taxonomy and phylogeny. IN E. van Santen & G. D. Hill (eds). Where Old and New World Lupins Meet: 35-40. Proc. 11th Inter. Lupin Conf., Guadalajara, Jalisco, México. ISBN 0-96476-165-1.
- Fuentes, E. & A. M. Planchuelo, 2006. Biochemistry. Phytochemical characterization of wild and cultivated species of Lupinus in relation with species of others genera of Genisteae (Fabaceae). IN E. van Santen & G. D. Hill (eds). México, Where Old and New World Lupins Meet: 108-117 Auburn University, AL, USA. ISBN 0-96476-165-1 (Proc. 11th Inter. Lupin Conf., Guadalajara, Jalisco, México)
- Ravelo, A. C. & A. M. Planchuelo, 2006. Evaluation of agroecological conditions for selected cultivars of white lupin (Lupinus albus L.) in Argentina. IN E. van Santen & G. D. Hill (eds). México, Where Old and New World Lupins Meet: 9-14. Auburn University, AL, USA. ISBN 0-96476-165-1 Proc. 11th Inter. Lupin Conf., Guadalajara, Jalisco, Mexico.
- Perissé, P., R. J. Lovey & A. M. Planchuelo, 2006. Breeding & genetics. Seed vigour tests as tools for prediction field emergence in white lupin (Lupinus albus L.). IN E. van Santen & G. D. Hill (eds). México, Where Old and New World Lupins Meet: 28-31. Auburn University, AL, USA. ISBN 0-96476-165-1.(Proc. 11th Inter. Lupin Conf., Guadalajara, Jalisco, México)
- Boletta, P. E., A. C. Ravelo, A. M. Planchuelo, M.Grilli,2006. Assessing deforestation in the Argentine Chaco. Forest Ecology and Management, 228: 108-114.
- Planchuelo, A. M., 2006. A new combination in the Bromus catharticus complex (Poaceae: Bromeae, Sect. Ceratochloa), sida, Contribution to Botany. 22(1): 555-560.
- Boletta, P., Ravelo, A., Planchuelo, A.& Zanvettor, R. 2006 Evaluación de la expansión agrícola en un área representativa del Chaco Occidental. XI R. Arg. Agrom: 5-6. ISBN 950-34-0374-X.
- Planchuelo, A. M. & A.C. Ravelo, 2006. Evaluación del comportamiento de especies de Viola en las Sierras de Córdoba. Floricultura en Argentina, Cultivo: fisiología, producción y poscosecha. Ed. INTA Buenos Aires: 73-76. La Plata, Argentina. ISBN 987-521-226-1.
- Barrionuevo, V., E. Fuentes & A. M. Planchuelo. 2006. Asteráceas silvestres de las sierras de Córdoba promisorias como ornamentales. Floricultura en Argentina, Genética y Mejoramiento. Ed. INTA Buenos Aires: 325-328. ISBN 987-521-226-1.
- Barrionuevo, V., E. Fuentes & A. M. Planchuelo. 2006. Evaluación de la capacidad reproductiva de especies nativas con valor ornamental. Floricultura en Argentina, Genética y Mejoramiento. Ed. INTA Buenos Aires: 329-332. ISBN 987-521-226-1.
- Pascualides A. M. & A. M. Planchuelo. 2007. Seed morphology and imbibition pattern of Crotalaria juncea L. (Fabaceae). ). Seed Science & Technology 35-3: 760-764.
- Planchuelo, A.M. & A.C. Ravelo. 2007. Adaptación al cultivo de dos especies de Viola naturalizadas en las Sierras de Córdoba (Argentina). Revista Chagual 5:55-64. Santiago de Chile.
- Planchuelo, A. M. 2007. Evaluación de los usos medicinales de las semillas de lupino blanco (Lupinus albus L.). Bol. Latinoam. Caribe Plant. Med. Aromáticas 6 (5): 213-214. ISSN 0717-7917
- Barrionuevo V. & A.M. Planchuelo. 2008. Evaluación de preferencias de plantas ornamentales y especies nativas en jardines familiares de Córdoba y villas serranas. 4.º Congreso Argentino de Floricultura y Plantas Ornamentales & 10º Jornadas Nacionales de Floricultura. Corrientes, Argentina 4-7 nov. 2008

### Publicaciones en línea y medios digitales
- Pavlick, L. E., A. M. Planchuelo, P. M. Peterson,R.Soreng, 2002.Bromus in TROPICOS Catalogue New World Grasses. (enlace roto disponible en Internet Archive; véase el historial, la primera versión y la última).
- Abril, A., A. M. Planchuelo, E. Velásquez y M. L. Molinelli, 2003. Identificación de un nuevo simbionte en el género Lupinus. IV R. Nac. Cient.-Tec. Biol. Suelos: CD: 097-99083-6-8. Santiago del Estero, Argentina.
- Planchuelo, A. M. 2007. Comunicación de interés del Subgrupo de Trabajo de Especialistas en Plantas Medicinales de la Región Latinoamericana y del Caribe: Actividades desarrolladas por los representantes de Argentina. Boletín Especies Amenazadas. América del Sur. Unión Mundial para la Naturaleza, Comisión de Supervivencia de Especies. Boletín 12 (12). Abril de 2007. (enlace roto disponible en Internet Archive; véase el historial, la primera versión y la última).
- González, M. A., Planchuelo, A. M. &Ravelo, A. C., 2007. Evaluación de la pérdida de biodiversidad florística en el noreste de Córdoba utilizando un sistema de información geográfica. Mem. XI Conf. Iberoam. Sist. Inform. Geog. (XI CONFIBSIG), (SIBSIG). Parte 3:Trabajos Pres. Nº 55.
- Boletta, P. E., Ravelo, A. C., Planchuelo, A. M. & Grill, M. 2007. Evaluación de la expansión agrícola en un área del Chaco Seco Argentino. Mem. XI Conf. Iberoam. Sist. Inform. Geog. (XI CONFIBSIG), (SIBSIG). Parte 3:Trabajos Pres. Nº 13.

- La abreviatura «Planchuelo» se emplea para indicar a Ana María Planchuelo como autoridad en la descripción y clasificación científica de los vegetales.[1]